# Temporada 2013-2014 del FC Barcelona (femení)
La temporada 2013-14 és la 26a en la història del Futbol Club Barcelona, i la 17a temporada del club en la màxima categoria del futbol espanyol.

## Desenvolupament de la temporada
Les jugadores es proclamen campiones de lliga per tercera vegada consecutiva, també es proclamen guanyadores de la Copa de la Reina assolint el doblet i l'aventura europea arriba als quarts de final de la Lliga de Campions per primer cop. A la Copa Catalunya l'equip queda subcampió.

## Jugadores i cos tècnic

### Plantilla
La plantilla i el cos tècnic del primer equip per a l'actual temporada són els següents:
| N. | Pos. | Nac. | Jugador             |
| -- | ---- | --- | ------------------- |
| —  | POR  | [[Fitxer:Flag of Catalonia.svg\|23x15px\|border \|alt=Catalunya\|link=Selecció de futbol de Catalunya\|{{#if:\|]]                              | Laura Ràfols        |
| —  | POR  | [[Fitxer:Flag of England.svg\|23x15px\|border \|alt=Anglaterra\|link=Selecció de futbol d'Anglaterra\|{{#if:\|]]                               | Chelsea Ashurst     |
| —  | DEF  | [[Fitxer:Flag of Catalonia.svg\|23x15px\|border \|alt=Catalunya\|link=Selecció de futbol de Catalunya\|{{#if:\|]]                              | Marta Torrejón      |
| —  | DEF  | [[Fitxer:Flag of the Valencian Community (2x3).svg\|23x15px\|border \|alt=País Valencià\|link=Selecció de futbol del País Valencià\|{{#if:\|]] | Ruth García         |
| —  | DEF  | [[Fitxer:Flag of Spain.svg\|23x15px\|border \|alt=Espanya\|link=Selecció de futbol d'Espanya\|{{#if:\|]]                                       | Marta Unzué         |
| —  | DEF  | [[Fitxer:Flag of Spain.svg\|23x15px\|border \|alt=Espanya\|link=Selecció de futbol d'Espanya\|{{#if:\|]]                                       | Melanie Serrano     |
| —  | DEF  | [[Fitxer:Flag of Catalonia.svg\|23x15px\|border \|alt=Catalunya\|link=Selecció de futbol de Catalunya\|{{#if:\|]]                              | Esther Romero       |
| —  | DEF  | [[Fitxer:Flag of the Balearic Islands.svg\|23x15px\|border \|alt=Illes Balears\|link=Selecció de futbol de les Illes Balears\|{{#if:\|]]       | Virginia Torrecilla |
| —  | DEF  | [[Fitxer:Flag of Mexico.svg\|23x15px\|border \|alt=Mèxic\|link=Selecció de futbol de Mèxic\|{{#if:\|]]                                         | Kenti Robles        |
| —  | DEF  | [[Fitxer:Flag of the Basque Country.svg\|23x15px\|border \|alt=País Basc\|link=Selecció de futbol del País Basc\|{{#if:\|]]                    | Laura Gómez         |

| N. | Pos. | Nac. | Jugador                  |
| -- | ---- | --- | ------------------------ |
| —  | MIG  | [[Fitxer:Flag of Catalonia.svg\|23x15px\|border \|alt=Catalunya\|link=Selecció de futbol de Catalunya\|{{#if:\|]]                              | Miriam Diéguez de Oña    |
| —  | MIG  | [[Fitxer:Flag of Catalonia.svg\|23x15px\|border \|alt=Catalunya\|link=Selecció de futbol de Catalunya\|{{#if:\|]]                              | Vicky Losada             |
| —  | MIG  | [[Fitxer:Flag of Serbia.svg\|23x15px\|border \|alt=Sèrbia\|link=Selecció de futbol de Sèrbia\|{{#if:\|]]                                       | Jelena Čanković          |
| —  | MIG  | [[Fitxer:Flag of the Valencian Community (2x3).svg\|23x15px\|border \|alt=País Valencià\|link=Selecció de futbol del País Valencià\|{{#if:\|]] | Gemma Gili               |
| —  | MIG  | [[Fitxer:Flag of Spain.svg\|23x15px\|border \|alt=Espanya\|link=Selecció de futbol d'Espanya\|{{#if:\|]]                                       | Ana María Romero "Willy" |
| —  | MIG  | [[Fitxer:Flag of Catalonia.svg\|23x15px\|border \|alt=Catalunya\|link=Selecció de futbol de Catalunya\|{{#if:\|]]                              | Carol Férez              |
| —  | DAV  | [[Fitxer:Flag of Spain.svg\|23x15px\|border \|alt=Espanya\|link=Selecció de futbol d'Espanya\|{{#if:\|]]                                       | Sonia Bermúdez           |
| —  | DAV  | [[Fitxer:Flag of Spain.svg\|23x15px\|border \|alt=Espanya\|link=Selecció de futbol d'Espanya\|{{#if:\|]]                                       | Jennifer Hermoso         |
| —  | DAV  | [[Fitxer:Flag of Catalonia.svg\|23x15px\|border \|alt=Catalunya\|link=Selecció de futbol de Catalunya\|{{#if:\|]]                              | Marta Corredera          |
| —  | DAV  | [[Fitxer:Flag of Catalonia.svg\|23x15px\|border \|alt=Catalunya\|link=Selecció de futbol de Catalunya\|{{#if:\|]]                              | Alexia Putellas          |

FC Barcelona Femení B
| N. | Pos. | Nac. | Jugador       |
| -- | ---- | --- | ------------- |
| —  | DEF  | [[Fitxer:Flag of Catalonia.svg\|23x15px\|border \|alt=Catalunya\|link=Selecció de futbol de Catalunya\|{{#if:\|]] | Núria Garrote |
| —  | MIG  | [[Fitxer:Flag of Catalonia.svg\|23x15px\|border \|alt=Catalunya\|link=Selecció de futbol de Catalunya\|{{#if:\|]] | Pilar Garrote |
| —  | MIG  | [[Fitxer:Flag of Spain.svg\|23x15px\|border \|alt=Espanya\|link=Selecció de futbol d'Espanya\|{{#if:\|]]          | Andrea Falcón |
| —  | DEF  | [[Fitxer:Flag placeholder.svg\|23x15px\| \|alt=\|link=Selecció de futbol\|{{#if:\|]]                              | Grau          |

#### Altes
Marta Torrejón, Ruth García, Jennifer Hermoso, Ana María Romero "Willy", Jelena Čanković, Esther Romero i Chelsea Ashurst.

#### Baixes
Esther Sullastres, Melisa Nicolau, Ana Maria Escribano, Olga García, Florencia Quiñones i Laura Gutiérrez.

### Cos tècnic 2013-14
- Entrenador:  Xavi Llorens

## Partits
Victòria       Empat       Derrota

### Copa Catalunya
| 31 d'agost de 2013 | FC Barcelona (femení)                                              | 4-0 | Levante Las Planas | Sant Boi de Llobregat, Catalunya         |  |
| Semifinals         | 1-0 Vicky (16’), 2-0 Alexia (28’), 3-0 Soni (48’), 4-0 Kenti (88’) |     |                    | Municipal Joan Baptista Milà Catalunya · |  |

| 1 de setembre de 2013 | FC Barcelona (femení)                            | 1-1 (3-4 als penals) | Reial Club Deportiu Espanyol de Barcelona                                       | Sant Boi de Llobregat, Catalunya                             |  |
| Final                 | 1-0 Soni (14') / 1-1 Romi; 2-2 Laura; 3-3 Alèxia |                      | 1-1 Núria Mendoza (76') / 0-1 Sara Navarro; 1-2 Pereira; 2-3 Bárbara; 3-4 Júlia | Municipal Joan Baptista Milà Catalunya · Ana Zardaín López · |  |

### Lliga
| 8 de setembre de 2013 | FC Barcelona (femení)                                                              | 5-0 | UD Collerense | Sant Joan Despí, Catalunya                             |  |
| Jornada 1             | 1-0 Míriam 35', 2-0 Soni 37', 3-0 Vicky Losada 40', 4-0 Míriam 65', 5-0 Míriam 68' |     |               | Ciutat Esportiva Joan Gamper Catalunya · Vico Moreno · |  |

| 15 de setembre de 2013 | Reial Societat (femení) | 0-5 | FC Barcelona (femení)                                                                   | Zubieta, País Basc                                   |  |
| Jornada 2              |                         |     | 0-1 Torrejón 6', 0-2 Torrecilla 34', 0-3 Míriam 42', 0-4 Soni 61', 0-5 Kenti Robles 72' | Instal·lacions de Zubieta País Basc · Guadix Vivas · |  |

| 22 de setembre de 2013 | FC Barcelona (femení) | 10-0 | Granada Club de Fútbol (femení) | Sant Joan Despí, Catalunya                                        |  |
| Jornada 3              | 1-0 Soni 15', 2-0 Soni 24', 3-0 Soni 38', 4-0 Soni 44', 5-0 Marta Corredera 50', 6-0 Soni 60', 7-0 Marta Corredera 65', 8-0 Alexia 72', 9-0 Torrecilla 83', 10-0 Pilar Garrote 87' |      |                                 | Ciutat Esportiva Joan Gamper Catalunya · Carlos Albelda Bárcena · |  |

| 29 de setembre de 2013 | RCD Espanyol (femení) | 0-3 | FC Barcelona (femení)                              | Sant Adrià del Besòs, Catalunya                                         |  |
| Jornada 4              |                       |     | 0-1 Marta Corredera 3', 0-2 Ruth 46', 0-3 Soni 74' | Ciutat Esportiva de Sant Adrià Catalunya · Francisco Javier Pazo Mora · |  |

| 6 d'octubre de 2013 | FC Barcelona (femení)                        | 2-0 | Rayo Vallecano (femení) | Sant Joan Despí, Catalunya                                 |  |
| Jornada 5           | 1-0 Marta Corredera 6', 2-0 Vicky Losada 38' |     |                         | Ciutat Esportiva Joan Gamper Catalunya · Sauleda Torrent · |  |

| 13 d'octubre de 2013 | Oviedo Moderno | 0-0 | FC Barcelona (femení) | Oviedo, Astúries                           |  |
| Jornada 6            |                |     |                       | Manuel Díaz Vega Astúries · Farto García · |  |

| 20 d'octubre de 2013 | FC Barcelona (femení)                         | 2-1 | Zaragoza Club de Fútbol Femenino | Sant Joan Despí, Catalunya                                |  |
| Jornada 7            | 1-0 Marta Corredera 17', 2-1 Vicky Losada 79' |     | 1-1 Clara 63'                    | Ciutat Esportiva Joan Gamper Catalunya · Calle Martínez · |  |

| 3 de novembre de 2013 | Levante las Planas | 0-3 | FC Barcelona (femení)                    | Sant Joan Despí, Catalunya                   |  |
| Jornada 8             |                    |     | 0-1 Soni 12', 0-2 Soni 40', 0-3 Soni 48' | Les Planes Catalunya · Héctor Robas Bondia · |  |

| 21 de desembre de 2013 | FC Barcelona (femení) | 1-0 | Llevant Unió Esportiva (femení) | Sant Joan Despí, Catalunya                                          |  |
| Jornada 9              | 1-0 Alexia 3'         |     |                                 | Ciutat Esportiva Joan Gamper Catalunya · Carlos Rodríguez Enrique · |  |

| 17 de novembre de 2013 | Athletic Club de Bilbao (femení) | 1-2 | FC Barcelona (femení)                      | Lezama, País Basc                                    |  |
| Jornada 10             | 1-0 Irune Murua 6'               |     | 1-1 Vicky Losada 53', 1-2 Vicky Losada 84' | Instal·lacions de Lezama País Basc · Elexpuru Sanz · |  |

| 30 de novembre de 2013 | València Fèmines Club de Futbol | 0-1 | FC Barcelona (femení) | Paterna, Comunitat Valenciana                                                         |  |
| Jornada 11             |                                 |     | 0-1 Soni 26'          | Ciutat Esportiva de Paterna Comunitat Valenciana · Francisco Javier Fernández Vidal · |  |

| 7 de desembre de 2013 | FC Barcelona (femení)        | 2-1 | Atlético de Madrid (femení) | Sant Joan Despí, Catalunya                                   |  |
| Jornada 12            | 1-0 Soni 31', 2-0 Jelena 42' |     | 2-1 Pisco 62' (p.)          | Ciutat Esportiva Joan Gamper Catalunya · Ana Zardain López · |  |

| 15 de desembre de 2013 | Club Esportiu Sant Gabriel | 0-4 | FC Barcelona (femení)                                        | Sant Adrià de Besòs, Catalunya                             |  |
| Jornada 13             |                            |     | 0-1 Alexia 1', 0-2 Alexia 10', 0-3 Míriam 85', 0-4 Unzué 87' | José Luis Ruiz Casado Catalunya · Carlos Albelda Bárcena · |  |

| 29 de desembre de 2013 | FC Barcelona (femení)                        | 3-0 | Sporting Huelva | Sant Joan Despí, Catalunya                                          |  |
| Jornada 14             | 1-0 Jelena 41', 2-0 Soni 46', 3-0 Jelena 53' |     |                 | Ciutat Esportiva Joan Gamper Catalunya · Juan Manuel Martín Varas · |  |

| 4 de gener de 2014 | Sevilla FC (femení) | 0-0 | FC Barcelona (femení) | Sevilla, Espanya                                                                |  |
| Jornada 15         |                     |     |                       | Ciudad Deportiva Cisneros Palacios Andalusia · Miguel Ángel Fernández Delgado · |  |

| 12 de gener de 2014 | UD Collerense | 0-1 | FC Barcelona (femení) | Palma, Illes Balears                                                                    |  |
| Jornada 16          |               |     | 0-1 Jelena 58'        | Camp Municipal Coll d'en Rebassa Ca'n Caimari Illes Balears · Luis de Oleza de España · |  |

| 19 de gener de 2014 | FC Barcelona (femení)        | 2-2 | Reial Societat (femení)            | Sant Joan Despí, Catalunya                                  |  |
| Jornada 17          | 1-0 Soni 48', 2-2 Míriam 90' |     | 1-1 Aintzane 66', 1-2 Nahikari 73' | Ciutat Esportiva Joan Gamper Catalunya · Carballo Vázquez · |  |

| 26 de gener de 2014 | Granada Club de Fútbol (femení) | 0-3 | FC Barcelona (femení)                       | Granada, Andalusia                             |  |
| Jornada 18          |                                 |     | 0-1 Jenni 35', 0-2 Soni 45', 0-3 Alexia 75' | Miguel Prieto Andalusia · Jacob Yáñez Megías · |  |

| 1 de febrer de 2014 | FC Barcelona (femení)                                    | 4-0 | Reial Club Deportiu Espanyol de Barcelona | Sant Joan Despí, Catalunya                                           |  |
| Jornada 19          | 1-0 Alexia 2', 2-0 Soni 36', 3-0 Jenni 52', 4-0 Soni 55' |     |                                           | Ciutat Esportiva Joan Gamper Catalunya · Alejandro Fernández Pérez · |  |

| 9 de febrer de 2014 | Rayo Vallecano (femení) | 0-1 | FC Barcelona (femení) | Madrid, Comunitat de Madrid                                                           |  |
| Jornada 20          |                         |     | 0-1 Carol 68'         | Ciudad Deportiva Fundación Rayo Vallecano Comunitat de Madrid · Sergio Simón García · |  |

| 16 de febrer de 2014 | FC Barcelona (femení)                                           | 4-1 | Oviedo Moderno | Sant Joan Despí, Catalunya                                   |  |
| Jornada 21           | 1-0 Jenni 10', 2-0 Soni 21', 3-0 Soni 30', 4-1 Vicky Losada 49' |     |                | Ciutat Esportiva Joan Gamper Catalunya · Pau García Fuster · |  |

| 2 de març de 2014 | Zaragoza Club de Fútbol Femenino | 1-4 | FC Barcelona (femení)                                       | Saragossa, Aragó                        |  |
| Jornada 22        | 1-2 Alba 59'                     |     | 0-1 Míriam 16', 0-2 Soni 25', 1-3 Jenni 67', 1-4 Jelena 89' | Pedro Sancho Aragó · Diego Blasco Val · |  |

| 9 de març de 2014 | FC Barcelona (femení)                                   | 4-0 | Levante las Planas | Sant Joan Despí, Catalunya                                |  |
| Jornada 23        | 1-0 Soni 35', 2-0 Soni 37', 3-0 Soni 38', 4-0 Jenni 68' |     |                    | Ciutat Esportiva Joan Gamper Catalunya · López Carballo · |  |

| 15 de març de 2014 | Llevant Unió Esportiva (femení) | 1-1 | FC Barcelona (femení) | València, Comunitat Valenciana                                            |  |
| Jornada 24         | 1-1 Olga García 96' (p.)        |     | 0-1 Míriam 62'        | Poliesportiu de Nazaret Comunitat Valenciana · Miguel Ángel Ruiz García · |  |

| 26 de març de 2014 | FC Barcelona (femení) | 1-0 | Athletic Club de Bilbao (femení) | Sant Joan Despí, Catalunya                              |  |
| Jornada 25         | 1-0 Jenni 73'         |     |                                  | Ciutat Esportiva Joan Gamper Catalunya · García Rosel · |  |

| 19 de març de 2014 | FC Barcelona (femení) | 1-0 | València Fèmines Club de Futbol | Sant Joan Despí, Catalunya                                        |  |
| Jornada 26         | 1-0 Soni 21' (p.)     |     |                                 | Ciutat Esportiva Joan Gamper Catalunya · Xavier Bertomeu García · |  |

| 13 d'abril de 2014 | Atlético de Madrid (femení) | 0-3 | FC Barcelona (femení)                          | Majadahonda, Comunitat de Madrid                                 |  |
| Jornada 27         |                             |     | 0-1 Soni 15', 0-2 Soni 32' (p.), 0-3 Jenni 49' | Cerro del Espino Comunitat de Madrid · Óscar Pecharromán Pérez · |  |

| 20 d'abril de 2014 | FC Barcelona (femení)                                                                 | 5-1 | Club Esportiu Sant Gabriel | Sant Joan Despí, Catalunya                                     |  |
| Jornada 28         | 1-0 Marta Corredera 20', 2-0 Alexia 53', 3-0 Alexia 63', 4-0 Jenni 81', 5-1 Gemma 90' |     | 4-1 Chini 82'              | Ciutat Esportiva Joan Gamper Catalunya · Arnau Llopart Carbó · |  |

| 27 d'abril de 2014 | Sporting Club de Huelva                     | 2-1 | FC Barcelona (femení) | San Juan del Puerto, Andalusia                 |  |
| Jornada 29         | 1-0 Martín-Prieto 1', 2-1 Martín-Prieto 73' |     | 1-1 Torrecilla 50'    | Pepe San Andrés Andalusia · Rodríguez Varela · |  |

| 3 de maig de 2014 | FC Barcelona (femení)                                                  | 4-0 | Sevilla FC (femení) | Sant Joan Despí, Catalunya                                 |  |
| Jornada 30        | 1-0 Ruth 29', 2-0 Nuria Garrote 46', 3-0 Torrecilla 65', 4-0 Jenni 79' |     |                     | Ciutat Esportiva Joan Gamper Catalunya · Calderiña Pavón · |  |

### Lliga de Campiones
| 9 d'octubre de 2014 | FC Barcelona (femení) | 0-0 | Brøndby IF (femení) | Barcelona, Catalunya                   |  |
| 1/16 anada          |                       |     |                     | Mini Estadi Catalunya · Gyöngyi Gaál · |  |

| 16 d'octubre de 2013 | Brøndby IF (femení)                    | 2-2 | FC Barcelona (femení)                   | Municipi de Brøndby, Dinamarca                   |  |
| 1/16 tornada         | 1-0 Thorsen 25', 2-2 Boye Sorensen 94' |     | 1-1 Marta Corredera 52', 1-2 Jelena 87' | Brøndby Stadium Dinamarca · Cristina Dorcioman · |  |

| 10 de novembre de 2013 | FC Barcelona (femení)                       | 3-0 | FC Zürich | Barcelona, Catalunya                       |  |
| 1/8 anada              | 1-0 Sonia 1', 2-0 Losada 70', 3-0 Sonia 90' |     |           | Mini Estadi Catalunya · Monika Mularczyk · |  |

| 13 de novembre de 2013 | FC Zürich       | 1-3 | FC Barcelona (femení)                                        | Zúric, Suïssa                                       |  |
| 1/8 tornada            | 1-0 Zehnder 24' |     | 1-1 Olga García 36', 1-2 Marta Corredera 64', 1-3 Jelena 82' | Estadi Letzigrund Suïssa · Anastasia Pustovoitova · |  |

| 23 de març de 2014 | VfL Wolfsburg (femení)                           | 3-0 | FC Barcelona (femení) | Wolfsburg, Alemanya                               |  |
| 1/4 anada          | 1-0, Keßler 34', 2-0 Müller 52', 3-0 Jakabfi 65' |     |                       | VfL-Stadion am Elsterweg Alemanya · Morag Pirie · |  |

| 30 de març de 2014 | FC Barcelona (femení) | 0-2 | VfL Wolfsburg (femení)           | Barcelona, Catalunya                    |  |
| 1/4 tornada        |                       |     | 0-1 Keßler 45+1', 0-2 Müller 74' | Mini Estadi Catalunya · Teodora Albon · |  |

### Copa de la Reina
| 17 de maig de 2014 | Reial Societat (femení) | 0-1 | FC Barcelona (femení) | Zubieta, País Basc                                    |  |
| 1/4 final anada    |                         |     | 0-1 Alexia 67'        | Instal·lacions de Zubieta País Basc · Ortiz Extremo · |  |

| 25 de maig de 2014 | FC Barcelona (femení) | 0-0 | Reial Societat (femení) | Sant Joan Despí, Catalunya                             |  |
| 1/4 final tornada  |                       |     |                         | Ciutat Esportiva Joan Gamper Catalunya · Oliva Bueno · |  |

| 8 de juny de 2014 | FC Barcelona (femení)          | 2-1 | Rayo Vallecano (femení) | Sant Joan Despí, Catalunya                                  |  |
| Semifinals anada  | 1-0 Míriam 35', 2-0 Alexia 40' |     | 2-1 Mascaró 75'         | Ciutat Esportiva Joan Gamper Catalunya · Ferrero Mansilla · |  |

| 15 de juny de 2014 | Rayo Vallecano (femení) | 0-1 | FC Barcelona (femení)   | Madrid, Comunitat de Madrid                                                       |  |
| Semifinals tornada |                         |     | 0-1 Marta Corredera 76' | Ciudad Deportiva Fundación Rayo Vallecano Comunitat de Madrid · Navarro Collado · |  |

| 21 de juny de 2014 | Athletic Club de Bilbao (femení)                                                                                  | 1-1 (4-5 als penals) | FC Barcelona (femení)                                                                                             | Ceuta, Ceuta                               |  |
| Final              | 1-1 Nekane 98' / 1-0 Vanesa Gimbert, 1-0 Irene Paredes, 2-2 Erika Vázquez, 3-2 Elixabet Ibarra, 4-3 Arrate Orueta |                      | 0-1 Alexia 94' / 1-1 Marta Unzué, 1-2 Marta Corredera, 2-3 Laura Gómez, 3-4 Jennifer Hermoso, 4-5 Alexia Putellas | Alfonso Murube Ceuta · Marta Frías Acedo · |  |

### Torneig de Getxo
| 31 de maig de 2014 | Athletic Club de Bilbao (femení) | 2-1 | FC Barcelona (femení) | Getxo, País Basc                |  |
| Triangular         |                                  |     |                       | Municipal de Fadura País Basc · |  |

| 31 de maig de 2014 | Clube de Albergaria | 1-2 | FC Barcelona (femení) | Getxo, País Basc                |  |
| Triangular         |                     |     |                       | Municipal de Fadura País Basc · |  |

| 1 de juny de 2014 | FC Barcelona (femení) | 1-1 | Athletic Club de Bilbao (femení) | Getxo, País Basc                |  |
| Final             |                       |     |                                  | Municipal de Fadura País Basc · |  |